# Comtat de la Mauriena
El comtat de Mauriena fou una jurisdicció feudal de Borgonya que va originar després el comtat de Savoia o Sabàudia de la qual Mauriena era un dels pagi. La capital històrica és Saint-Jean-de-Maurienne. Contra la etimologia popular el nom no deriba de «maure» (moro, per les incursions a la zona dels sarraïns al segle x especialment) sinó del rierol Malus (Malus Rivus), nom evolucionat cap a «mau rien» i després Mauriena; el riu era l'Arc que causava freqüents inundacions. S'estenia per la vall del riu Arc i per part de les valls alpines de Susa i Briançon.

## Història
Un comte de nom Amadeu, esmentat en una carta el 977 amb què Conrad de Borgonya aprovava una donació a l'abadia de Saint-Chaffre, apareix com a senyor de Belley. Va morir vers 990 i d'una esposa desconeguda hauria deixar un fill de nom Aimó, bisbe de Belley el 1032 (però hi ha també la teoria que Aimó fou fill d'Amadeu I comte de la Mauriena com veurem. Fos Aimó fill o no d'Amadeu, es coneix una dama, de nom Adelaida, de la que no es coneix el primer marit, que fou esposa en segones noces del comte Bosó, la qual podria ser l'esposa d'Amadeu. De Bosó va tenir un fill almenys, Humbert, mort vers 1 de juliol de 1047/1051. Aquest nom Humbert el porta també un germà d'Adelaida, així que Belley queda enllaçada al fill d'Adelaida (i Amadeu?) Humbert, i al germà d'Adelaida Humbert. No se sap per quin motiu un germà i un (possible) marit d'Adelaida haurien estat els dos comtes de Belley, ja que no serien parents propers.
El Humbert fill fou un possible comte de Belley i de Mauriena. El Belley derivaria del seu pare Amadeu I, i Mauriena hauria de derivar del seu oncle Humbert. Els comtes de Mauriena van fer diverses donacions al país de Belley al segle XI el que suggereix un parentiu proper entre les dues cases comtals. La major possibilitat és que Humbert, germà d'Adelaida, mort probablement després del 1003, fos comte de Mauriena i en tot cas regent de Belley; és difícil per la documentació existent considerar-lo pare d'Humbert I, ja que es diu clarament que era germà de la mare d'aquest. No es pot saber tampoc quan van morir, ja que Humbert només s'esment vers el 990 i a la carta de 1003, en què es parla d'Humbert, no se sap si es Humbert el germà d'Adelaida o Humbert el fill d'Adelaida. Aquest Humbert I que hauria dominat Mauriena i Belley, fou anomenat Humbert I el de les Mans Blanques.
La carta del 1003 (4 d'abil) diu que Humbert i la seva esposa signaven una donació del bisbe Eudes de Belley al pago Gratiopolitano in agro Salmojacense, però no es pot assegurar si es tracta del comte de la Maurienne o el seu oncle matern Humbert de Belley. Torna a ser esmentat en cartes de 6 de juny de 1009 (donació d'un castell), 1 d'abril de 1018 (confirmació de donació a Sancti Petri Romani monasterio, i 8 d'abril de 1022 (donació del bisbe Lanter de Langres en comitatu Genevensi et pago Albonensi). El 1025 la reina Ermengardis, esposa de Rodolf III de Borgonya fundava el monestir de Talloires in pago Albanense in villa…Talueris, amb el consell del comitis Umberti, signat Umberti comitis…. Torna a aparèixer en una donació datada entre 1033 i 1048. Humbert va reconèixer la sobirania de l'emperador Conrad II al qual Rodolf III va llegar el regne de Borgonya el 1032, i va lluitar contra el comte Eudes II de Blois que disputava l'herència imperial. L'emperador va investir Humbert amb Chablais i Saint-Maurice en Valley el 1034 en recompensa pels seus serveis i seria des d'aquest temps que va esdevenir Humbert I blancis manibus (el de les mans blanques, que alguns interpreten com «el de les mans netes») comte de Mauriena i de Chablais; el malnom però no apareix esmentat fins al segle xiv i podria ser una mala lectura de blancis moenibus que voldira dir «el de la Fortalesa Blanca». El 1037 Humbert i el seu fill estaven presents a la fundació del priorat de Bugey; apareix també en una donació del 1040, en una carta relacionada amb una església del 21 de gener del 1042, en una altra donació el 10 de juny de 1042 i en una donació del 14 de juny de 1046 (als canonges de Sant Joan, feta junt amb el bisbe Teobald de Maurianna).
Humbert es va casar abans de l'any 1000 amb Auxília, filla d'Anselm suposada parenta de Sant Odiló de Mercoeur, abat de Cluny. S'ha suggerit que va tenir una altra dona abans (una filla del comte Ulric de Lenzburg) però de moment no s'han trobat documents per demostrar-ho. Hauria mort vers 1047 (abans de 1051). Va tenir quatre fills: Amadeu I, Burcard, Aimó i Odó.
Amadeu I el de la Cua, que el va succeir, és esmentat com a hereu a la carta del 8 d'abril de 1022 (donació del bisbe Lanter de Langres en comitatu Genevensi et pago Albonensi. Apareix esmentat en carta de 22 d'octubre de 1030 en una donació al priorat de Bourget i en la fundació del priorat de Bugey el 1037. Com a comte apareix en una donació en el comitatu Bellicensi a Cluny, no datada; se l'esmenta com a comte per primer cop en una carta de 22 d'octubre de 1030 (donació al priorat de Bourget) però seria com a comte de Belley ("Amedeus comes Belicensium"); després en carta datada el 1036 en una donació "in comitatu Belicensi in villa Larnitus" a Cluny, i en la carta del 1046. Va succeir al pare el 1047 o en els següents anys immediats, però potser ja governava abans donat que el seu pare devia ser força vell (entre 70 i 80 anys almenys) i amb seguretat era comte de Belley ja vers el 1030; fou conegut com a Amadeu I el de la Cua (el del Seguici) i fou comte de Mauriena, Belley i Chablais. El seu malnom era degut al fet que va refusar entrar en presència de l'emperador Enric III del Sacre Imperi Romanogermànic a Verona després que a la seva cua (el seguici) li fou refusada l'entrada.
Es va casar amb Adela o Adelais, esmentada a la donació del 1030. Va morir vers 1051. Van tenir dos fills: Humbert que ja era mort el 1051; i Aimó, bisbe de Belley vers 1032 que com s'ha dit abans podria ser realment fill d'Amadeu comte de Belley i no d'Anadeu I de Mauriena.
Burcard, germà d'Amadeu I, fou bisbe d'Aosta; és esmentat en la carta del 8 d'abril del 1022 i apareix aprovant una donació per carta de 19 d'octubre de 1025. Va abandonar la seva seu per ocupar la de Lió a la mort de Burcard II el 1030, però fou capturat per les forces imperials i enviat a l'exili (1034). Encara seria el mateix que apareix en una donació de 10 de juliol de 1068.
Aimó, un altre germà, fou bisbe de Sion (Sitten) vers 1040. Apareix en una donació el 23 de desembre de 1043, subscrivint una carta el 1046, donant propietats a Sion el 12 de juny de 1052 i bescanviant propietats in comitatu Valensi amb el seu vassall Guarner en carta del 13 de març de 1054. Va morir el 13 de juliol següent.
Odó I (vers 1017-1060), el quart germà, fou marquès de Susa (1046) per dret de la seva dona. El territori de Susa s'estenia entre els Alps i el riu Po i incloïa Torí, Ivrea, Auriate i Aosta i per la costa entre Ventimiglia i Albenga, tenint el control dels passos alpins del Mont Cenis i Pas del Sant Bernat. A la mort d'Amadeu I sense fills vius, Odó el va succeir com a comte de Chablais i de Mauriena. El 1051 feia una donació a l'església de Tarantàsia per l'ànima del seu pare Humbert I. Va morir l'1 de març del 1060 i va deixar cinc fills: Pere, Amadeu II, Odó, Berta, i Adelaida. Es va casar amb Adelaida de Susa (del que fou el tercer marit, perquè era vídua d'Herman IV duc de Suàbia i d'Enric marquès de Montferrat) filla d'Udalric Manfred, marques de Susa i de Berta dels Oberthengi, nascuda a Torí el 1020 i morta a Canischio in Canavese el 27 de desembre de 1091, que fou regent del seu fill a la mort d'Odó (1060) i va donar suport al seu gendre Enric IV del Sacre Imperi Romanogermànic en la seva disputa amb el Papa i va fer de mediadora quan l'emperador es va sotmetre al Papa a Canossa el 1077 rebent a canvi la ciutat de Bugey per a la seva família.
El successor d'Odó I (1060) fou el fill Pere I (nascut vers 1048 o 1049) que va regnar sota regència de la seva mare i va portar els títols de comte de Savoia, Aosta, Mauriena i Chablais i marquès de Susa. En endavant el títol de comte de Mauriena va anar lligat al de comte de Savoia fins que aquest (incloent Mauriena) fou convertit en ducat el 1417.

## Comtes de Mauriena
- ~ 1002 - ~ 1048: Humbert I de les Blanques Mans (vers 980-vers 1048)
- ~ 1048 - ~ 1051: Amadeu I, fill
- ~ 1051 - ~ 1060: Odó I, germà
- ~ 1060 - ~ 1078: Pere I, fill
- ~ 1078-1094: Amadeu II (vers 1048-1094), germà
- 1094-1103: Humbert II (mort en 1103), fill
- 1103-1149: Amadeu III (vers 1095-30 d'agost de 1149), fill, mort a la Tercera Croada. El títol de comte de Chablais i comte de Mauriena agafa una posició totalment secundària.